# Daniel Ižold
Daniel Ižold (14. února 1946, Rybník - 18. října 2010) byl slovenský fotbalista, obránce. Po skončení aktivní kariéry byl v letech 1993-1995 prezidentem klubu FC Nitra.

## Fotbalová kariéra
V československé lize hrál za AC Nitra. V československé lize nastoupil v 85 utkáních a dal 9 gólů. Ve druhé liza hrál i za Duklu Banská Bystrica.

## Ligová bilance
| Ročník                                   | Zápasy | Góly | Klub     |
| ---------------------------------------- | ------ | ---- | -------- |
| 1. československá fotbalová liga 1971/72 | 30     | 3    | AC Nitra |
| 1. československá fotbalová liga 1972/73 | 26     | 5    | AC Nitra |
| 1. československá fotbalová liga 1973/74 | 29     | 1    | AC Nitra |
| LIGA CELKEM                              | 85     | 9    |          |